# Pickle and Peanut
A Pickle and Peanut amerikai televíziós flash animációs sorozat, amelynek alkotója Noah Z. Jones volt. 
A sorozat premierje 2015. szeptember 2-án volt a Disney XD-n. A sorozatot Noah Z. Jones készítette. Magyarországon még nem mutatták be.

## Szereplők

### Főszereplők
| Szereplő     | Eredeti hang     |
| ------------ | ---------------- |
| Uborka       | Jon Heder        |
| Földimogyoró | Johnny Pemberton |

### Mellékszereplők
| Szereplő            | Eredeti hang             |
| ------------------- | ------------------------ |
| Mr. Mjärt           | Matt Chapman             |
| Lazer               | H. Michael Croner        |
| Bajnok Ló           | Noah Z. Jones            |
| Wayne               | Noah Z. Jones            |
| McSweats            | Dana Snyder              |
| Fantasztikus Szamár | Bennie Arthur            |
| Trükkös Patty       | Abbi Jacobson            |
| Ragga               | Kevin Michael Richardson |
| Mr. Whispers        | Joel Trussell            |
| Papa                | Patton Oswalt            |

### Ismétlődő
| Szereplő       | Eredeti hang      |
| -------------- | ----------------- |
| Greg           | Joel Trussell     |
| Mam Mams       | H. Michael Croner |
| Patkány Király | H. Michael Croner |
| Kylie          | Jessica Lowe      |
| Mylie          | Jessica Lowe      |
| Véres Ágnes    | Louie Anderson    |
| Vérszakáll     | J.B. Blanc        |
| PAL-SCAN       | Roger Craig Smith |
| Jeffrey        | Noah Z. Jones     |
| D-Stixx        | Kool Keith        |
| Radu           | Greg Tuculescu    |
| Bicikli Ugró   | Danny Pudi        |
| Tad            | Steven Blum       |

## Epizódok
| #   | Eredeti cím              | Magyar cím | Rendezte                               | Írta                                                      | Eredeti premier      | Magyar premier |
| --- | ------------------------ | ---------- | -------------------------------------- | --------------------------------------------------------- | -------------------- | -------------- |
| 1.  | Greg                     |            | Noah Z. Jones & Joel Trussell          | Noah Z. Jones, Joel Trussell & Dave Tennant               | 2015. szeptember 2.  |                |
| 1.  | Gramma Jail              |            | Noah Z. Jones, Joel Trussell & Monkmus | Noah Z. Jones, Joel Trussell & Dave Tennant               | 2015. szeptember 7.  |                |
| 2.  | Cart Rustlers            |            | Monkmus                                | Mark Rivers                                               | 2015. szeptember 14. |                |
| 2.  | Swim Lessons             |            | Monkmus                                | Noah Z. Jones, Joel Trussell & Matt Harrigan              | 2015. szeptember 14. |                |
| 3.  | Pickle the Falcon Master |            | Monkmus                                | Greg Tuculescu                                            | 2015. szeptember 21. |                |
| 3.  | Pickle Adopts a Family   |            | John Aoshima & Monkmus                 | Noah Z. Jones, Joel Trussell, Matt Chapman & Mark Rivers  | 2015. szeptember 21. |                |
| 4.  | PAL-SCAN                 |            | Monkmus                                | Greg Tuculescu                                            | 2015. szeptember 28. |                |
| 4.  | America's Sweetboy       |            | John Aoshima                           | Noah Z. Jones, Joel Trussell, Matt Chapman & Mark Rivers  | 2015. szeptember 28. |                |
| 5.  | Gory Agnes               |            | Monkmus                                | Noah Z. Jones, Joel Trussell, & Ryan Quincy               | 2015. október 5.     |                |
| 5.  | Haunted Couch            |            | John Aoshima & Monkmus                 | Brendon Walsh                                             | 2015. október 5.     |                |
| 6.  | Body Spray               |            | Monkmus                                | Brendon Walsh                                             | 2015. október 19.    |                |
| 6.  | Luxury Car Service       |            | John Aoshima & Monkmus                 | Brendon Walsh                                             | 2015. október 19.    |                |
| 7.  | Cookie Racket            |            | Monkmus                                | Greg Tuculescu                                            | 2015. október 26.    |                |
| 7.  | Busted Arm               |            | Monkmus                                | Brendon Walsh                                             | 2015. október 26.    |                |
| 8.  | Pigfoot                  |            | Monkmus                                | Noah Z. Jones, Joel Trussell, Mark Rivers & Matt Harrigan | 2015. november 8.    |                |
| 8.  | Tae Kwon Bro             |            | John Aoshima & Monkmus                 | Noah Z. Jones, Joel Trussell & Tyler Chen                 | 2015. november 8.    |                |
| 9.  | A Cabbage Day Miracle    |            | Sunil Hall & John Aoshima              | Greg Tuculescu                                            | 2015. november 30.   |                |
| 9.  | Springtime for Christmas |            | Sunil Hall                             | Brendon Walsh                                             | 2015. november 30.   |                |
| 9.  | Yellow Snow              |            | Monkmus                                | Greg Tuculescu                                            | 2015. november 30.   |                |
| 10. | Sewer Shark              |            | Monkmus                                | Brendon Wals                                              | 2015. november 16.   |                |
| 11. | Bee Colony               |            | John Aoshima                           | Greg Tuculescu                                            | 2016. január 25.     |                |
| 11. | The Goose's Juice        |            | Sunil Hall &John Aoshima               | Greg Tuculescu                                            | 2016. január 25.     |                |
| 12. | Wiz Fest                 |            | Monkmus                                | Greg Tuculescu                                            | 2016. február 1.     |                |
| 12. | Gym Rats                 |            | Monkmus                                | Brendon Walsh                                             | 2016. február 1.     |                |
| 13. | 90's Adventure Bear      |            | Monkmus                                | Greg Tuculescu                                            | 2016. február 8.     |                |
| 13. | Parking Lot Carnival     |            | Sunil Hall                             | Brendon Walsh                                             | 2016. február 22.    |                |
| 14. | Volcano                  |            | Monkmus & Andrew Overtoom              | Brendon Walsh                                             | 2016. március 7.     |                |
| 14. | Bike Jumper              |            | Monkmus & Andrew Overtoom              | Greg Tuculescu & Matt Chapman                             | 2016. március 14.    |                |
| 15. | Francine                 |            | Sunil Hall                             | Greg Tuculescu                                            | 2016. március 21.    |                |
| 15. | Cell Phone Tree          |            | Monkmus                                | Greg Tuculescu                                            | 2016. április 4.     |                |
| 16. | Sneaky Patty Sleepover   |            | Sunil Hall                             | Greg Tuculescu                                            | 2016. április 11.    |                |
| 16. | Baby Tooth               |            | Andrew Overtoom & Monkmus              | Greg Tuculescu                                            | 2016. április 18.    |                |
| 17. | Bats                     |            | Sunil Hall                             | Sam Riegel                                                | 2016. június 20.     |                |
| 17. | Movie Camp Out           |            | Sunil Hall                             | Brendon Walsh                                             | 2016. június 20.     |                |
| 18. | Night Shift              |            | Sunil Hall                             | Ryan Gillis                                               | 2016. június 27.     |                |
| 18. | Scalped                  |            | Sunil Hall                             | Ryan Gillis                                               | 2016. június 27.     |                |
| 19. | What Lies Beneath        |            | Monkmus                                | Benny Crouse                                              | 2016. július 18.     |                |
| 19. | The Rat King Moves In    |            | Monkmus                                | Marianna Hersko, Benny Crouse & Ryan Gillis               | 2016. július 18.     |                |
| 20. | Australia                |            | Sunil Hall                             | Victor Courtright, Benny Crouse & Ryan Gillis             | 2016. július 25.     |                |
| 21. | Trick or Treat           |            | Monkmus, Joel Trussell & Noah Z. Jones | Ed Skudder, Ryan Gillis, Sunil Hall & Kim Roberson        | 2016. október 10.    |                |